# Medida de Lebesgue
En matemáticas, la medida de Lebesgue es la forma estándar de asignar una longitud, área o volumen a los subconjuntos de un espacio euclídeo. Se usa en el análisis real, especialmente para definir la integración de Lebesgue. Los conjuntos a los que se les puede asignar un tamaño se denominan Lebesgue-medibles, o medibles a secas si no hay ambigüedad sobre la medida; el volumen o medida de un conjunto Lebesgue-medible A se denota por λ(A). Un valor de ∞ para la medida de Lebesgue es perfectamente posible, pero aún en ese caso, si se asume el axioma de elección, no todos los conjuntos de Rn son Lebesgue-medibles. El comportamiento «extraño» de los conjuntos no medibles da lugar a tales resultados como la paradoja de Banach-Tarski, una consecuencia del axioma de elección.

## Ejemplos
- Si A es un intervalo cerrado [a, b], su medida de Lebesgue es la longitud b−a. El intervalo abierto (a, b) tiene la misma medida, pues la diferencia entre los dos conjuntos tiene medida cero.
- Si A es el producto cartesiano de dos intervalos [a, b] y [c, d], es un rectángulo cuya medida de Lebesgue es el área (b−a)·(d−c).
- El conjunto de Cantor es un ejemplo de conjunto no numerable con medida de Lebesgue cero.

## Propiedades
La medida de Lebesgue en Rn tiene las siguientes propiedades:
- Si A es un producto cartesiano de intervalos I1 × I2 × ... × In, es Lebesgue-medible y λ(A) = |I1|·|I2|·...·|In|, donde |I| denota la longitud del intervalo I.
- Si A es una unión disjunta de finitos o contables conjuntos Lebesgue-medibles, A mismo es Lebesgue-medible y λ(A) es igual a la suma (o serie infinita) de las medidas de los conjuntos correspondientes.
- Si A es Lebesgue-medible, también lo es su complemento.
- λ(A) ≥ 0 para todo conjunto Lebesgue-medible A.
- Si A y B son Lebesgue-medibles, y A ⊆ B, λ(A) ≤ λ(B) (consecuencia de los puntos anteriores).
- Las uniones e intersecciones contables de conjuntos Lebesgue-medibles son asimismo Lebesgue-medibles (consecuencia de los puntos anteriores).
- Si A es un subconjunto abierto o cerrado de Rn, es Lebesgue-medible.
- La medida de Lebesgue es localmente finita e interna regular, y por lo tanto una medida de Radon.
- Si A es un conjunto Lebesgue-medible con λ(A) = 0 (o conjunto nulo), todo subconjunto de A es también un conjunto nulo.
- Si A es Lebesgue-medible y x es un elemento de Rn, la traslación definida por A + x = {a + x : a ∈ A} es también Lebesgue-medible y, más aún, tiene la misma medida que A.

Lo anterior se puede resumir como sigue:
Los conjuntos Lebesgue-medibles forman una σ-álgebra que incluye todos los productos de intervalos, y λ es la única medida completa invariante por translación en esa σ-álgebra que cumple λ([0,1] × [0,1] × ... × [0,1]) = 1.
La medida de Lebesgue tiene también la propiedad de ser σ-finita.

## Conjuntos de medida nula
Un subconjunto de Rn se dice de medida nula, si para todo ε > 0 se puede recubrir con contables productos de n intervalos, cuyo volumen total es menor que ε. Todos los conjuntos numerables son de medida nula, así como los subconjuntos de Rn de dimensión inferior a n (hiperplanos, por ejemplo líneas o curvas en R2).
Para demostrar que un conjunto arbitrario A es Lebesgue-medible, usualmente se intenta hallar un conjunto "más presentable" B cuya diferencia simétrica con A sea un conjunto nulo, y luego se demuestra que B se puede generar usando uniones e intersecciones numerables de conjuntos abiertos y cerrados.
Cuando una propiedad P se cumple en un conjunto X, excepto quizá en un subconjunto de X de medida nula, se dice que "la propiedad P se cumple en X casi en todas partes".

## Construcción de la medida de Lebesgue
La construcción moderna de la medida de Lebesgue, basada en medidas exteriores, se debe a Constantin Carathéodory, y se realiza como sigue:
Para cualquier subconjunto B de {\displaystyle \mathbb {R} ^{n}}, se puede definir
{\displaystyle \lambda ^{*}(B)=\inf\{\operatorname {vol} (M)|M\supseteq B{\text{ y }}M=\bigcup _{i=1}^{\infty }C_{i}{\text{ y cada }}C_{i}{\text{ es un producto cartesiano de n intervalos reales finitos}}\}}
Aquí, vol(M) es la suma de los productos de las longitudes de los intervalos que forman cada {\displaystyle C_{i}}. Se define entonces que un conjunto A es Lebesgue-medible si
{\displaystyle \lambda ^{*}(B)=\lambda ^{*}(A\cap B)+\lambda ^{*}(B-A)}
para todo conjunto B. Estos conjuntos Lebesgue-medibles forman una σ-álgebra, y la medida de Lebesgue se define como λ(A) = λ*(A) para todo conjunto medible A.
Existen, sin embargo, subconjuntos de {\displaystyle \mathbb {R} } que no son Lebesgue-medibles, por ejemplo el conjunto de Vitali.

## Relación con otras medidas
La medida de Borel coincide con la de Lebesgue en los conjuntos para los que está definida; sin embargo, hay muchos más conjuntos Lebesgue-medibles que Borel-medibles. La de Borel es invariante por translación pero no completa.
La medida de Haar se puede definir en cualquier grupo topológico localmente compacto, y es una generalización de la medida de Lebesgue; Rn con la suma es un grupo topológico localmente compacto.
La medida de Hausdorff es una generalización de la de Lebesgue, útil para medir los subconjuntos de 
Rn de dimensión inferior a n, como variedades, superficies o curvas en R3, y conjuntos fractales.
Se puede demostrar que no hay un análogo en infinitas dimensiones de la medida de Lebesgue.

## Historia
Henri Léon Lebesgue describió su medida en 1901, siguiéndole al año siguiente su descripción de la integración de Lebesgue. Ambas fueron publicadas como parte de su tesis en 1902.